# Antonín Klečka
Antonín Klečka (23. listopadu 1899 Praha – 30. září 1986 Praha) byl český a československý agronom, vysokoškolský učitel, politik Komunistické strany Československa a poúnorový poslanec Národního shromáždění ČSR a Národního shromáždění ČSSR.

## Biografie
X. sjezd KSČ ho zvolil za člena Ústředního výboru Komunistické strany Československa. XI. sjezd KSČ ho ve funkci potvrdil.
K roku 1954 se profesně uvádí jako předseda Československé akademie zemědělských věd. Působil jako zemědělský a potravinářský odborník. V letech 1946–1972 působil na České zemědělské univerzitě v Praze. Publikoval práce z oboru pícninářství a rostlinného zemědělství a studie o lukách a pastvinách.
Ve volbách roku 1954 byl zvolen do Národního shromáždění za KSČ ve volebním obvodu Praha-město. Mandát získal opět ve volbách v roce 1960 (nyní již jako poslanec Národního shromáždění ČSSR za Jihomoravský kraj). V Národním shromáždění zasedal do konce jeho funkčního období, tedy do voleb v roce 1964.